# 吉田總一郎
吉田 總一郎（Soichiro "Sol" Yoshida、1945年 - ）は、日本の実業家、経済学者、環境学研究者、ディーゼル燃料・ディーゼルエンジン研究者。長野県長野市生まれ。

## 略歴
現在、長野、東京をベースに、環境、CSR、代替エネルギー、動植物性脂肪酸(油脂)分野の研究及びビジネス・アプリケーション、コンサルティング、講演、執筆活動を国際的に展開している。
- 1968年 (昭和43年)

慶應義塾大学経済学部(矢内原ゼミ)を卒業。
- 1969年 (昭和44年)

米国ミシガン州立大学大学院経済学部修士課程を修了。経済学修士(ミシガン州立大学497145号)。
モービル・オイル・コーポレーション ニューヨーク本社勤務。
- 1970年 (昭和45年)

株式会社吉田商店・長野アポロ商会の代表取締役社長に就任(創業1865年=慶應元年、1973年に吉田興産株式会社に改称) 。
- 1984年 (昭和59年)

長野青年会議所理事長就任。
- 1987年 (昭和62年)

社団法人21世紀ニュービジネス協議会会長に就任(現在、一般社団法人)。
- 1989年 (平成元年)

長野冬季オリンピック招致委員会常任副実行委員(委員長代行)に推され、Mr.NAGANOとして、海外招致活動に従事(2004年より最高顧問)。1991年英国バーミンガムIOC総会にて1998冬季オリンピック長野招致に成功。
- 1996年 (平成8年)

北欧4カ国(デンマーク、フィンランド、ノルウェー、スウェーデン)名誉領事に就任。
- 1998年 (平成10年)

国際オリンピック委員会(IOC)からオリンピック・オーダー(勲章)を受章。
- 2000年 (平成12年)

アイスランド名誉領事に就任し、北欧全5カ国の名誉領事となる。2001年より毎年、北欧5カ国・日本の環境会議を主催(長野)。
- 1998年 (平成10年)

デンマーク王国よりナイト、ノルウェー王国より、メリットオブオーダー(勲章)受章。
- 2004年 (平成16年)

社団法人日本ニュービジネス協議会副会長(現在、公益社団法人)。
信州大学大学院工学系研究科博士(甲第37号　学術)Ph.D.(材料工学)。
- 2006年 (平成18年)

スウェーデン王国より、北極星勲章(ナイト)受章。
- 2007年 (平成19年)

フィンランド共和国より、ナイトの称号授与。
- 2008年 (平成20年)

藍綬褒章受章。
- 1996年－現在 (平成8年－現在)

善光寺大勧進信徒総代。
株式会社吉田籐兵衛・アンド・カンパニー代表取締役。
日本スウェーデン協会理事。
日本欧州委員会副委員長。
- 2013年4月3日 (平成25年)

デンマーク女王より、ナイトの勲章（正式名ダネブロー騎士勲章R1）を授章。
- 2016年6月3日 (平成28年)

スウェーデン王国より、北極星勲章(コマンドール)受章。
- 2016年11月3日 (平成28年)

旭日小綬章受章。

## 著書・論文
- 日本経済産業新聞発行15周年記念論文「21世紀の産業社会‐地域三日月湖化論」(1988年)
- 東洋経済新報社　高橋亀吉賞「地方における三日月湖化現象」(1988年)
- 東洋経済新報社　高橋亀吉賞「日本及び日本人」(1991年)
- 東洋経済新報社　高橋亀吉賞「アジアから学ぶべきこと」(1995年)
- ”発言者”「オリンピック招致の経済学(1999年)
- 信毎出版「変革へのまなざし」ISBN 4-7840-9913-1 (2001年)

### 英語論文
- (with Toshihide Baba)Manufacturing and Properties of Biodiesel (2002年)
- (with Akio Ishikawa, Kazuhito Murai, Toshihide Baba)Effect of Biodiesel as an additive to Gas, Oil, and Kerosene (2004年)
- Synthesis and Utilization of Biodiesel (2004年)

### 最近の著書・論文
- 高橋亀吉記念賞優秀賞 「会社は誰のためにあるのか」(2005年)

“誰のための会社か－－｢会社｣新時代の姿とは”－｢企業価値多様化･増殖の場としての公共領域」
- 高橋亀吉記念賞応募論文 「納税者から見た政府の役割」(2006年)

“納税者にとって政府に期待する経済的役割とは－｢市民社会の触媒としての政府｣”
- 高橋亀吉記念賞応募論文 「Ｍ＆Ａ時代の経営戦略とは－企業はＭ＆Ａを経営にどう位置づけるべきか」(2007年)

「ファンドは21世紀日本経済の“賢者の石(触媒)”となるか。」
- 高橋亀吉記念賞応募論文 「人を戦略資源にした成長戦略」(2008年)

｢日本企業は新たな成長戦略をどう描くべきか
21世紀特有の課題をこなしつつどのようにイノベーションを起こすべきか」
- 高橋亀吉記念賞応募論文 「危機突破の戦略」(2009年)

危機突破の戦略－生物生態系配慮の日本再生
- 高橋亀吉記念賞応募論文 「公的債務累増下の成長戦略―２１世紀の日本に未来は開けるか」(2010年)

―妙手・奇策はない。隗より始めよ―
- 高橋亀吉記念賞応募論文 「東日本大震災との日本の再生」(2011年)

東日本大震災が生む新しいホライズン (地平）
－大地の眠りから覚めて－地方の再生なくして日本の再生なし
- 高橋亀吉記念賞応募論文

グローバル競争下の日本の成長戦略
－成長から成熟へ、地域からの日本再生（2012年）
- 広尾の狸のノスタルジア(2012年)
- かんき出版「競争から共生の日本へ －広尾の狸からの警鐘」 ISBN 978-4-7612-6868-8(2012年)
- 世界文化社「しあわせを運ぶねこ (親子で語り合う絵本 フラッフィーとキャロルママ)」 ISBN 978-4418198207(2019年)